# Gorączka doliny Rift
Gorączka doliny Rift (RVF, wet. enzootyczne zapalenie wątroby) – choroba zakaźna owiec, bydła i ludzi występująca w Afryce (włączając Madagaskar), Arabii Saudyjskiej i Jemenie, zaliczana do grupy gorączek krwotocznych. Choroba występuje endemicznie w Kenii, Malawi, Tanzanii i Zimbabwe.

## Etiologia

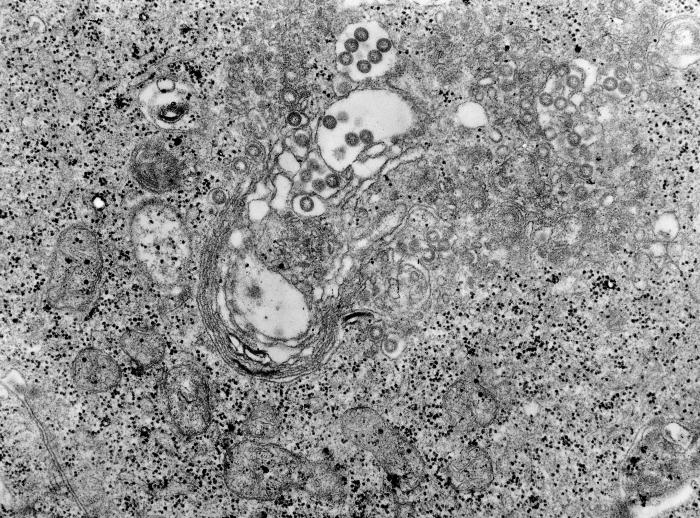
Mikrofotografia z elektronowego mikroskopu transmisyjnego ukazująca tkankę zainfekowaną wirusem Rift Valley

Czynnikiem etiologicznym choroby jest RNA-wirus RVW należący do rodzaju Phlebovirus rodziny Bunyaviridae. Wirusa udało się wyizolować od blisko 30 gatunków komarów, zaliczanych do 6 rodzajów, a także od much Culicoides i Simulium. Duża część z nich może przenosić wirusy na zwierzęta domowe.
Istnieje pogląd, że we wschodniej Afryce, RVW utrzymuje się na obszarach o wysokiej wilgotności w cyklu enzootycznym. Wyjątkowo obfite opady deszczów tworzą warunki dogodne dla wylęgu jaj komarów z rodzaju Aedes, które następnie żerują na zwierzętach hodowlanych. Zainfekowane komary przenoszą wirusy na kręgowce, które stają się wtórnym źródłem zakażeń.
Pomimo że wirus został wyizolowany z mleka eksperymentalnie zakażonej krowy, nie ma dowodów na możliwość zakażenia drogą pokarmową. Uważa się natomiast, iż możliwa jest transmisja drogą wziewną, w wyniku inhalacji aerosolu zawierającego krew chorych zwierząt (dotyczy pracowników rzeźni, weterynarzy i personelu laboratoryjnego).

## Epidemiologiczna i geograficzna charakterystyka RVF

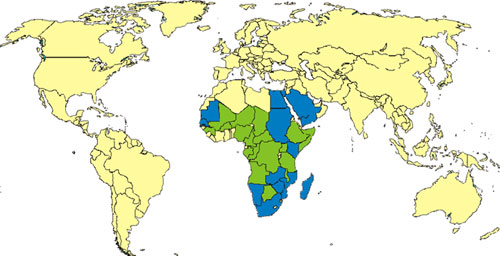
Obszar występowania gorączki doliny Rift; na zielono – kraje sporadycznego występowania choroby, na niebiesko – tereny endemiczne i epidemiczne

Od roku 1931, kiedy wirus został wyizolowany od owcy w dolinie Rift w Kenii, kilkukrotnie, w nieregularnych odstępach czasu dochodziło do epizootii.
Najpoważniejszy był epizod w Republice Południowej Afryki latem 1950–1951, podczas którego padło około 100 tys. sztuk owiec i bydła, a także wystąpiło 20 tys. zachorowań u ludzi.
W tym samym rejonie ograniczone wybuchy występowały też u ludzi i zwierząt w latach 1953, 1956 i 1969.
W latach 1974–1976 obserwowano kolejny znaczy wzrost zachorowań u zwierząt domowych i ludzi na tym terenie (odnotowano co najmniej cztery zgony). Podobną naprzemienność pomiędzy okresami enzootii i epizootii obserwowano także w innych krajach Afryki Południowej i Wschodniej.
Najbardziej znaczące epizootie w Republice Południowej Afryki i Zimbabwe wystąpiły na obszarach płaskowyżów, które nie są uważane za naturalne środowisko występowania wirusa. Przypisuje się je pojawieniu się wciąż niezidentyfikowanego czynnika (prawdopodobnie komary z rodziny Aedes) pochodzącego z obszaru enzootycznego.
Aż do 1977 choroba ograniczona była do krajów na południe od Sahary. W tym roku gorączka doliny Rift wybuchła w alarmującej skali w Egipcie, powodując co najmniej 20 tys. przypadków u ludzi, w tym około 600 zgonów. W kolejnym roku wystąpiło następne 400 przypadków. Śmiertelność oceniano na 3%. Obecność przeciwciał, zależnie od regionu stwierdzano od poniżej 1% do 25% ludzi. Zainfekowane było 1 milion osób. Wystąpienie RVF w Egipcie było wielce niespodziewane – region ekologiczny znacznie odbiegał od tego, na jakim choroba występowała w przeszłości, przebieg zakażenia był dużo cięższy, notowano znacznie wyższą chorobowość i śmiertelność. Nie wiadomo w jaki sposób choroba dotarła do Egiptu. Przypuszcza się, iż pochodziła z Sudanu gdzie do epizootii doszło w 1976, a wirus został przeniesiony przez ludzi lub wielbłądy, u których występowała wiremia, albo przez niesione wiatrem stawonogi.
W 1987 roku gorączka pojawiła się w Mauretanii w okolicach miasta Rosso nad rzeką Senegal, skąd dotarła do oddalonych o 88 km obozów nomadów.
Według obliczeń Instytutu Pasteura w Dakarze wśród ludzi wystąpiły 1264 zachorowania, spośród których 224 okazały się śmiertelne. Potwierdzono także, że w zachodniej Afryce dochodziło do aktywnej transmisji wirusa u owiec w latach 1989–1991 (Wybrzeże Kości Słoniowej). Wirusa izolowano w tej części kontynentu od Culex poicilipes, Aedes ochraceus, Aedes dalzieli i Aedes vexans.
W 1993 choroba ponownie pojawiła się w Egipcie, w gubernatorstwie Asuan. Doszło do około 6 tys. infekcji u ludzi (potwierdzonych serologicznie), u 41 osób obserwowano, mało typowe dla RVF, objawy oftalmologiczne. Zakażenia obserwowano też w delcie Nilu. Za transmisję wirusa miały odpowiadać Aedes caspius, Culex perexiguus i Culex pipiens, podczas gdy w 1977 za główny wektory uważano Culex theileri i Aedes caballus.
W tym samym roku wystąpiły także masowe przypadki zachorowań w Zambii i Zimbabwe, a w 1998 w Kenii, Mauretanii i Somalii.
W 2000 roku chorobę opisano poza Afryką – w Jemenie (ponad tysiąc podejrzeń choroby, 121 zgonów) i Arabii Saudyjskiej (882 potwierdzone przypadki, 124 zgony).

## Objawy i przebieg u ludzi
Na obszarach subsaharyjskich zakażenie RVW przebiega zwykle łagodnie a powikłania są rzadkie. Po okresie inkubacji wynoszącym 4–6 dni pojawia się gorączka, intensywne bóle głowy, bóle mięśni i stawów, światłowstręt, czasem zawroty głowy, nudności, wymioty, osłabienie, halucynacje. Choroba trwa kilka dni, ale gorączka może nawrócić. Większość pacjentów wraca do pełni zdrowia.
Najczęstszym powikłaniem jest wirusowe uszkodzenie siatkówki, w tym plamki żółtej. Dochodzi do, często utrwalonych, ubytków widzenia centralnego.
W najcięższej postaci dochodzi do wystąpienia objawów krwotocznych i zapalenia opon mózgowo-rdzeniowych. Po kilku dniach gorączki pojawiają się żółtaczka, krwiste wymioty i smoliste stolce, krwawienia z dziąseł oraz wybroczyny. Objawy oponowe występują 5 do 15 dni po okresie gorączkowym. W badaniu sekcyjnym stwierdza się ogniska martwicze w wątrobie.

## Rozpoznanie
Potwierdzenie rozpoznania choroby uzyskuje się poprzez izolację wirusa z próbki krwi podczas ostrej fazy choroby (dootrzewnowa inokulacja dorosłych myszy lub chomików powoduje padanie zwierząt w ciągu 2–3 dni). Można wykonać test neutralizacji, odczyn wiązania dopełniacza i immunofluorescencji pośredniej. Szczególnie użyteczny jest test ELISA, ponieważ pozwala wykryć przeciwciała klasy IgM. Także reakcja rt-PCR umożliwia rozpoznanie we wczesnej fazie u zwierząt i ludzi.
Rozpoznanie u zwierząt może być oparte na badaniu histopatologicznym wycinka pobranego z wątroby, w której w przypadku choroby dochodzi do patognomonicznych zmian – obecności martwicy i kwasochłonnych wtrętów wewnątrzjądrowych.
Diagnostyka różnicowa powinna obejmować zarażenie wirusem Wesselsbron, które cechuje się podobnymi objawami i epidemiologią.

## Leczenie
W przypadkach postaci niepowikłanej najczęściej wystarcza leczenie objawowe. W ciężkich przypadkach uzasadnione może być dożylne podawanie rybawiryny, której skuteczność wykazano u myszy, kotów i małp. Uważa się także za korzystne podawanie immunizowanego osocza i terapię interferonem.

## Zapobieganie
Nieprzewidywalna natura epidemii czyni trudnym stworzenie systematycznej profilaktyki przeciwko RVF u zwierząt. Najlepszym rozwiązaniem jest ich szczepienie. Uważa się, że poprzez immunizację udomowionych zwierząt można uniknąć epizootii i epidemii spowodowanych wirusami pochodzącymi z krajów ościennych. Przykładem może być akcja wakcynacji bydła i owiec przeprowadzono w 1978 roku w Izraelu, który uniknął choroby trzebiącej hodowle w Egipcie.
Od wielu lat stosowane są szczepionki inaktywowane i atenuowane.
Szczepionka zawierająca żywego, atenuowanego wirusa, niezalecana jest jednak na obszarach wolnych od wirusa (możliwość mutacji do formy zjadliwej). Ze względu na niski koszt i łatwość przygotowania, wykorzystywano ją w epizootiach w RPA i Kenii. Szczepionka atenuowana zapewnia krótkotrwałą ochronę i wymaga okresowego doszczepiania, ponadto czas od szczepienia, potrzebny do wytworzenia odpowiedniej ochrony, wynosi 1–2 tygodnie.
W Polsce choroba zwalczana z urzędu, podlega zakazowi szczepień.